# Prototrachea
Prototrachea là một chi bướm đêm thuộc họ Noctuidae.

## Loài
- Prototrachea leucopicta (Kenrick, 1917)